# سیارک ۴۲۶۱۴
سیارک ۴۲۶۱۴ (به انگلیسی: 42614 Ubaldina، نامگذاری:1998EY6) چهل و دو هزار و ششصد و چهاردهمین سیارک کشف شده‌است که در ۲ مارس ۱۹۹۸ کشف شد.